# Montorio Romano
Montorio Romano – miejscowość i gmina we Włoszech, w regionie Lacjum, w prowincji Rzym.
Według danych na rok 2004 gminę zamieszkiwało 1961 osób, 85,3 os./km².